# Hyposmocoma semicolon
Hyposmocoma semicolon — вид моли эндемичного гавайского рода Hyposmocoma.

## Распространение
Встречается на острове Кауаи в высокогорном регионе Кахолуамано.